# Травас, Бенни Марио
Бенни Марио Травас (англ. Benny Mario Travas; род. 21 ноября 1966, Карачи, Пакистан) — пакистанский прелат. Епископ Мултана с 29 мая 2015 по 11 февраля 2021. Архиепископ Карачи с 11 февраля 2021.

## Биография
Родился 21 ноября 1966 года в Карачи, Пакистан. 7 декабря 1990 года после окончания семинарии Христа Царя в Карачи был рукоположён в священники, после чего служил в одном из католических приходов в этом же городе. С 1997 года изучал каноническое право в Папском Урбанианском университете. После возвращения на родину был назначен генеральным викарием архиепископа Карачи. Был ректором малой семинарии святого Пия X (2012—2014) и преподавателем в Национальном институте католической теологии (National Institute of Catholic Theology0 в Карачи.
С 13 июня 2014 года — апостольский администратор епархии Мултана.
29 мая 2015 года Папа римский Франциск назначил Бенни Марио Траваса ординарием епархии Мултана. 15 августа 2015 года был рукоположён в епископы апостольским нунцием в Пакистане архиепископом Халебом Муссой Абдаллой Бадером в сослужении с архиепископом Карачи Джозефом Куттсом и архиепископом Лахора Себастьяном Фрэнсисом Шахом.
28 октября 2016 года назначен членом Конгрегация богослужения и дисциплины таинств.
11 февраля 2021 года Папа римский Франциск назначил Бенни Марио Траваса архиепископом Карачи.